# Monts Kogelberg
Les monts Kogelberg sont une chaîne de montagnes située le long de la côte de la baie False dans le Cap-Occidental en Afrique du Sud.

## Géographie

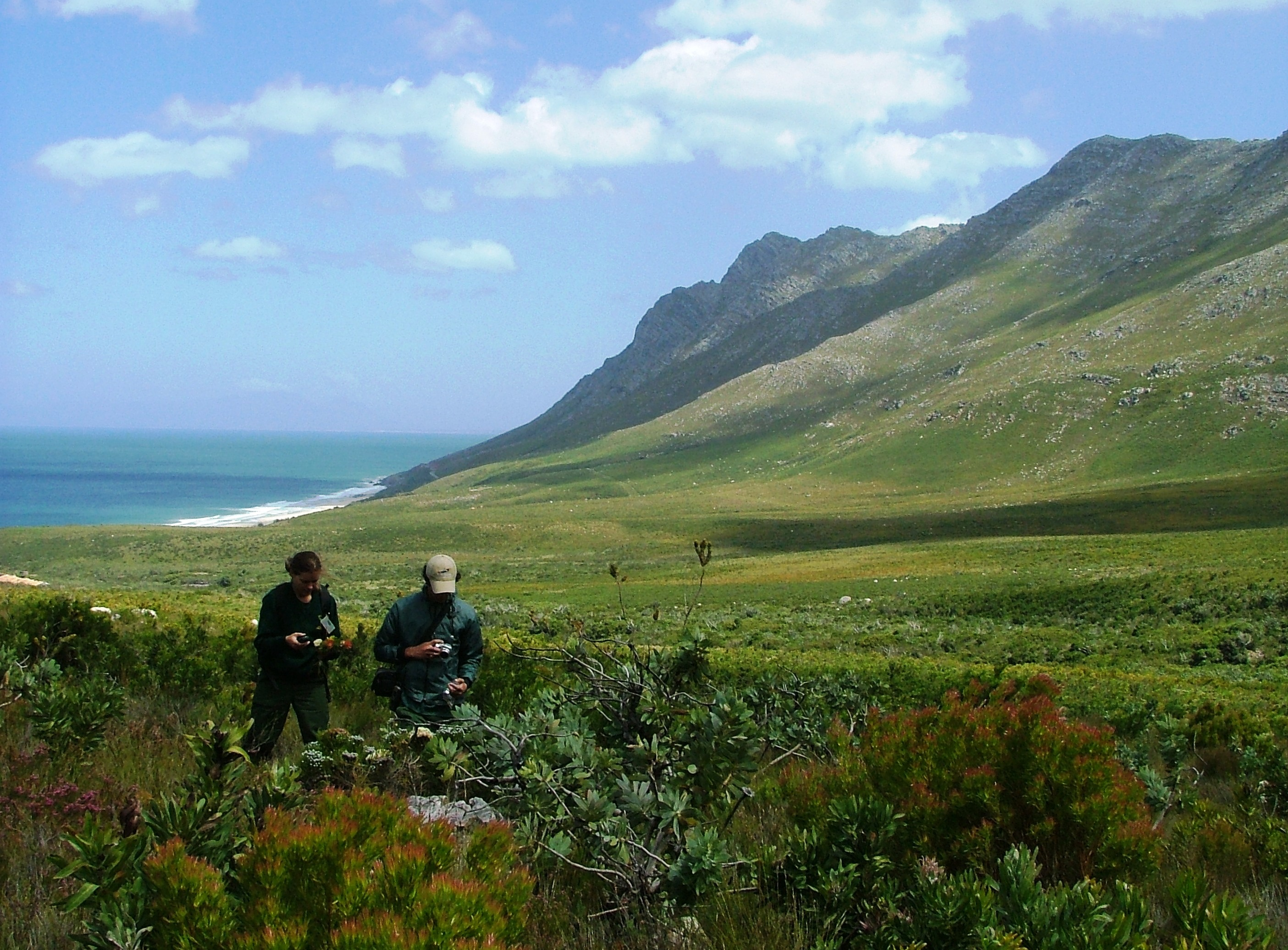
Fynbos dans la Kogelberg Nature Reserve.

Ils font partie de la ceinture plissée du Cap, commençant au sud de la vallée d'Elgin et formant une chaîne côtière escarpée jusqu'à Kleinmond. La région des Kogelberg est la plus haute et la plus escarpée des côtes d'Afrique australe.
Les montagnes sont principalement constituées de grès de la montagne de la Table et forment un terrain très accidenté qui est extrêmement riche en fynbos, la flore indigène du Cap. Les chaînes de montagnes environnantes de la vallée d'Elgin sont considérées comme le centre de la région floristique du Cap. Elles contiennent plus d'espèces végétales que n'importe où ailleurs dans la région florale, et une grande partie de la chaîne de montagnes est maintenant protégée dans l'immense réserve naturelle de Kogelberg. Le type de végétation locale unique est classé en tant que Kogelberg Sandstone Fynbos.
Le climat est méditerranéen, cependant beaucoup plus doux que la moyenne[Laquelle ?] en raison des vents maritimes constants au large de l'océan Atlantique Sud. Les hivers sont humides à très humides et frais ; les étés sont secs, chauds et venteux. La neige est parfois présente sur les sommets les plus élevés. La zone est protégée par la réserve de biosphère de Kogelberg et comprend un noyau de 103 629 ha de terres protégées. La plus haute montagne est le Koeëlberg (en afrikaans : « montagne de la balle ») s'élevant à 1 289 m au-dessus de la baie de Koeël.